# Frédéric Déhu
Frédéric Déhu (Villeparisis, 24 oktober 1972) is een Frans voormalig profvoetballer. Déhu speelde als centrale verdediger of defensieve middenvelder. Hij beëindigde zijn loopbaan in 2008.

## Clubvoetbal
Déhu speelde van 1991 tot 1999 bij RC Lens en met deze club won hij de Ligue 1 (1998) en de Coupe de la Ligue (1999). In 1999 werd hij gecontracteerd door FC Barcelona. Bij de Catalaanse club speelde de verdediger onder trainer Louis van Gaal slechts elf wedstrijden in de Primera División en in 2000 moest Déhu alweer vertrekken bij FC Barcelona. Hij werd voor ongeveer 6 miljoen euro verkocht aan Paris Saint-Germain. Déhu speelde tot 2004 bij deze club en won er de Coupe de France, waarna hij vertrok naar Olympique Marseille. In de zomer van 2006 tekende de Fransman bij UD Levante, dat destijds was gepromoveerd naar de Primera División. Een jaar later stopte hij met voetballen.

## Interlandcarrière
Déhu kwam vijf keer uit voor het Frans nationaal elftal in de periode 1998–2000, maar scoorde niet. Onder leiding van bondscoach Roger Lemerre maakte hij zijn debuut voor de nationale ploeg op 19 augustus 1998 in het vriendschappelijke duel in Wenen tegen Oostenrijk (2–2). Hij viel in die wedstrijd na 45 minuten in voor Didier Deschamps.

## Erelijst
RC Lens
- Kampioen van Frankrijk, 1997/98

 Paris Saint-Germain
- Beker van Frankrijk, 2004